# Messestädte-Pokal 1962/63
Der 5. Messestädte-Pokal wurde in der Saison 1962/63 ausgespielt. Der Titelverteidiger FC Valencia gewann das in Hin- und Rückspiel ausgetragene Finale gegen Dinamo Zagreb. Es nahmen noch fünf Stadtauswahlen teil. Torschützenkönig wurden Francisco Lojacono und Pedro Manfredini, beide vom AS Rom und Waldo vom FC Valencia mit je sechs Toren.
Bei unentschiedenem Spielstand nach Hin- und Rückspiel wurde ein Entscheidungsspiel durchgeführt.

## 1. Runde
|                     | Gesamt |                             | Hinspiel | Rückspiel |
| ------------------- | ------ | --------------------------- | -------- | --------- |
| Sampdoria Genua     | 3:0    | FC Aris Bonneweg            | 1:0      | 2:0       |
| SC Viktoria Köln    | 5:7    | Ferencváros Budapest        | 4:3      | 1:4       |
| Petrolul Ploiești   | 5:0    | Spartak Brno ZJŠ            | 4:0      | 1:0       |
| FK Vojvodina        | 1:2    | Leipzig                     | 1:0      | 0:2       |
| Basel               | 0:6    | FC Bayern München           | 0:3      | 10:3 1    |
| Drumcondra FC       | 6:5    | Odense Stævnet              | 4:1      | 2:4       |
| FC Porto            | 1:2    | Dinamo Zagreb               | 1:2      | 0:0       |
| Olympique Marseille | 3:4    | Royale Union Saint-Gilloise | 1:0      | 2:4       |
| FC Valencia         | 6:4    | Celtic Glasgow              | 4:2      | 2:2       |
| FC Everton          | 1:2    | Dunfermline Athletic        | 1:0      | 0:2       |
| Utrecht             | 5:3    | SC Tasmania 1900 Berlin     | 3:2      | 2:1       |
| Hibernian Edinburgh | 7:2    | Kopenhagen                  | 4:0      | 3:2       |
| Glentoran FC        | 2:8    | Real Saragossa              | 0:2      | 2:6       |
| Altay İzmir         | 03:13  | AS Rom                      | 2:3      | 01:10     |
| SK Rapid Wien       | 1:2    | Roter Stern Belgrad         | 1:1      | 0:1       |
| Belenenses Lissabon | 2:2    | CF Barcelona                | 1:1      | 1:1       |

### Entscheidungsspiel
|                     | Ergebnis |              |
| ------------------- | -------- | ------------ |
| Belenenses Lissabon | 2:3      | CF Barcelona |

## 2. Runde
|                     | Gesamt |                             | Hinspiel | Rückspiel |
| ------------------- | ------ | --------------------------- | -------- | --------- |
| Sampdoria Genua     | 1:6    | Ferencváros Budapest        | 1:0      | 0:6       |
| Petrolul Ploiești   | 1:1    | Leipzig                     | 1:0      | 0:1       |
| FC Bayern München   | 6:1    | Drumcondra FC               | 6:0      | 0:1       |
| Dinamo Zagreb       | 2:2    | Royale Union Saint-Gilloise | 2:1      | 0:1       |
| FC Valencia         | 6:6    | Dunfermline Athletic        | 4:0      | 2:6       |
| Utrecht             | 1:3    | Hibernian Edinburgh         | 0:1      | 1:2       |
| Real Saragossa      | 4:5    | AS Rom                      | 2:4      | 2:1       |
| Roter Stern Belgrad | 3:3    | CF Barcelona                | 3:2      | 0:1       |

### Entscheidungsspiele
|                     | Ergebnis |                             |
| ------------------- | -------- | --------------------------- |
| Petrolul Ploiești   | 1:0      | Leipzig                     |
| Dinamo Zagreb       | 3:2      | Royale Union Saint-Gilloise |
| FC Valencia         | 1:0      | Dunfermline Athletic        |
| Roter Stern Belgrad | 1:0      | CF Barcelona                |

## Viertelfinale
|                      | Gesamt |                     | Hinspiel | Rückspiel |
| -------------------- | ------ | ------------------- | -------- | --------- |
| Ferencváros Budapest | 2:1    | Petrolul Ploiești   | 2:0      | 0:1       |
| FC Bayern München    | 1:4    | Dinamo Zagreb       | 1:4      | 0:0       |
| FC Valencia          | 6:2    | Hibernian Edinburgh | 5:0      | 1:2       |
| AS Rom               | 3:2    | Roter Stern Belgrad | 3:0      | 0:2       |

## Halbfinale
|                      | Gesamt |               | Hinspiel | Rückspiel |
| -------------------- | ------ | ------------- | -------- | --------- |
| Ferencváros Budapest | 1:3    | Dinamo Zagreb | 0:1      | 1:2       |
| FC Valencia          | 3:1    | AS Rom        | 3:0      | 0:1       |

## Finale

### Hinspiel
| Dinamo Zagreb                              | Dinamo Zagreb | FC Valencia | FC Valencia |
| ------------------------------------------ | --- | --- | ----------- |
| Dinamo Zagreb                              | \| 12. Juni 1963 in Zagreb (Stadion Maksimir) \| \| Ergebnis: 1:2 (1:0) \| \| Zuschauer: 40.000 \| \| Schiedsrichter: Giuseppe Adami ( Italien) \|                                                         | \| 12. Juni 1963 in Zagreb (Stadion Maksimir) \| \| Ergebnis: 1:2 (1:0) \| \| Zuschauer: 40.000 \| \| Schiedsrichter: Giuseppe Adami ( Italien) \| | FC Valencia |
| Dinamo Zagreb                              | Zlatko Škorić – Rudolf Belin, Mirko Braun – Marijan Biscam, Željko Perušić, Vladimir Markovic – Zdenko Kobešćak, Slaven Zambata, Tomislav Knez, Željko Matuš , Stjepan Lamza Cheftrainer: Milan Antolković | Ricardo Zamora de Grassa – Vicente Piquer, Chicão – Francisco Garcia Paquito, Juan Carlos Diaz Quincoces , Jose Sastre – Daniel Mañó, José Sánchez Lage, Waldo, Enrique Ribelles, Jose Antonio Urtiaga Cheftrainer: Alejandro Scopelli ( Argentinien / Italien) | FC Valencia |
| Dinamo Zagreb                              | 1:0 Slaven Zambata (13.) | 1:1 Waldo (64.) 1:2 Jose Antonio Urtiaga (67.) | FC Valencia |
| 12. Juni 1963 in Zagreb (Stadion Maksimir) | | |             |
| Ergebnis: 1:2 (1:0)                        | | |             |
| Zuschauer: 40.000                          | | |             |
| Schiedsrichter: Giuseppe Adami ( Italien)  | | |             |

### Rückspiel
| FC Valencia                                  | FC Valencia | Dinamo Zagreb | Dinamo Zagreb |
| -------------------------------------------- | --- | --- | ------------- |
| FC Valencia                                  | \| 26. Juni 1963 in Valencia (Estadio Mestalla) \| \| Ergebnis: 2:0 (0:0) \| \| Zuschauer: 55.000 \| \| Schiedsrichter: Kevin Howley ( England) \| | \| 26. Juni 1963 in Valencia (Estadio Mestalla) \| \| Ergebnis: 2:0 (0:0) \| \| Zuschauer: 55.000 \| \| Schiedsrichter: Kevin Howley ( England) \|                                                       | Dinamo Zagreb |
| FC Valencia                                  | Ricardo Zamora de Grassa – Vicente Piquer, Chicão – Francisco Garcia Paquito, Juan Carlos Diaz Quincoces , Jose Sastre – Daniel Mañó, José Sánchez Lage, Waldo, Enrique Ribelles, Héctor Núñez Cheftrainer: Alejandro Scopelli ( Argentinien / Italien) | Zlatko Škorić – Rudolf Belin, Mirko Braun – Zdravko Raus, Željko Perušić, Vladimir Marković – Zdenko Kobešćak, Slaven Zambata, Tomislav Knez, Željko Matuš , Stjepan Lamza Cheftrainer: Milan Antolković | Dinamo Zagreb |
| FC Valencia                                  | 1:0 Daniel Mañó (68.) 2:0 Hector Nuńez (78.) | | Dinamo Zagreb |
| 26. Juni 1963 in Valencia (Estadio Mestalla) | | |               |
| Ergebnis: 2:0 (0:0)                          | | |               |
| Zuschauer: 55.000                            | | |               |
| Schiedsrichter: Kevin Howley ( England)      | | |               |

## Beste Torschützen
| Rang | Spieler            | Klub                 | Tore |
| ---- | ------------------ | -------------------- | ---- |
| 1    | Francisco Lojacono | AS Rom               | 6    |
|      | Pedro Manfredini   | AS Rom               | 6    |
|      | Waldo              | FC Valencia          | 6    |
| 4    | Vicente Guillot    | FC Valencia          | 5    |
|      | Slaven Zambata     | Dinamo Zagreb        | 5    |
| 6    | Máté Fenyvesi      | Ferencváros Budapest | 4    |
|      | Zvonko Kobeščak    | Dinamo Zagreb        | 4    |
|      | Héctor Núñez       | FC Valencia          | 4    |
|      | Morris Stevenson   | Hibernian Edinburgh  | 4    |